# Jens Voigt
Jens Voigt (Grevesmühlen, 17 settembre 1971) è un ex ciclista su strada tedesco.
Nella sua carriera da professionista, iniziata nel 1997 e terminata nel 2014, ha colto 66 vittorie, tra cui due tappe al Tour de France e una al Giro d'Italia, due Giri di Germania, un Giro di Polonia, cinque Critérium International e tre Giri di Baviera. Dal 18 settembre al 30 ottobre 2014 è stato inoltre detentore del record dell'ora, con 51,115 km percorsi.

## Biografia
Sposato con Stephanie, è padre di sei figli; la coppia risiede a Berlino.

## Carriera

### 1997-2003: gli esordi e i primi anni da professionista
Nato nell'allora Repubblica Democratica Tedesca, Voigt comincia a gareggiare nel ciclismo all'età di dieci anni. Passa professionista però abbastanza tardi, nel 1997, all'età di 26 anni, con l'australiana ZVVZ-Giant, dopo alcuni anni passati nei reparti sportivi dell'esercito tedesco. Corridore completo, mette presto in luce caratteristiche di passista forte a cronometro, discreto in volata e in salita; con il tempo si afferma soprattutto come ottimo gregario nonché specialista di fughe da lontano.
Nel 1998 passa alla francese Gan diretta da Roger Legeay, con cui resterà fino al 2003, con la formazione rinominata in Crédit Agricole. Alla prima stagione vince una tappa al Giro dei Paesi Baschi e debutta al Tour de France, in quella che sarà la prima di diciassette partecipazioni consecutive; nel 1999, dopo il secondo posto all'Étoile de Bessèges, conquista la breve corsa a tappe Critérium International ed è terzo al Circuit Cycliste Sarthe. Dopo un 2000 in cui vince la Cholet-Pays de Loire, il Giro di Baviera a tappe e in cui è anche olimpionico con la Nazionale tedesca ai Giochi olimpici di Sydney, nel 2001 vive una stagione da protagonista. Vittorioso ancora al Giro di Baviera e in una tappa del Giro del Delfinato, al Tour de France di quell'anno vince la cronometro a squadre e una tappa, a Sarran, e veste anche per un giorno la maglia gialla di leader della classifica generale, al termine della settima frazione. A fine anno vince anche il Tour du Poitou-Charentes a tappe e il Gran Premio delle Nazioni a cronometro.

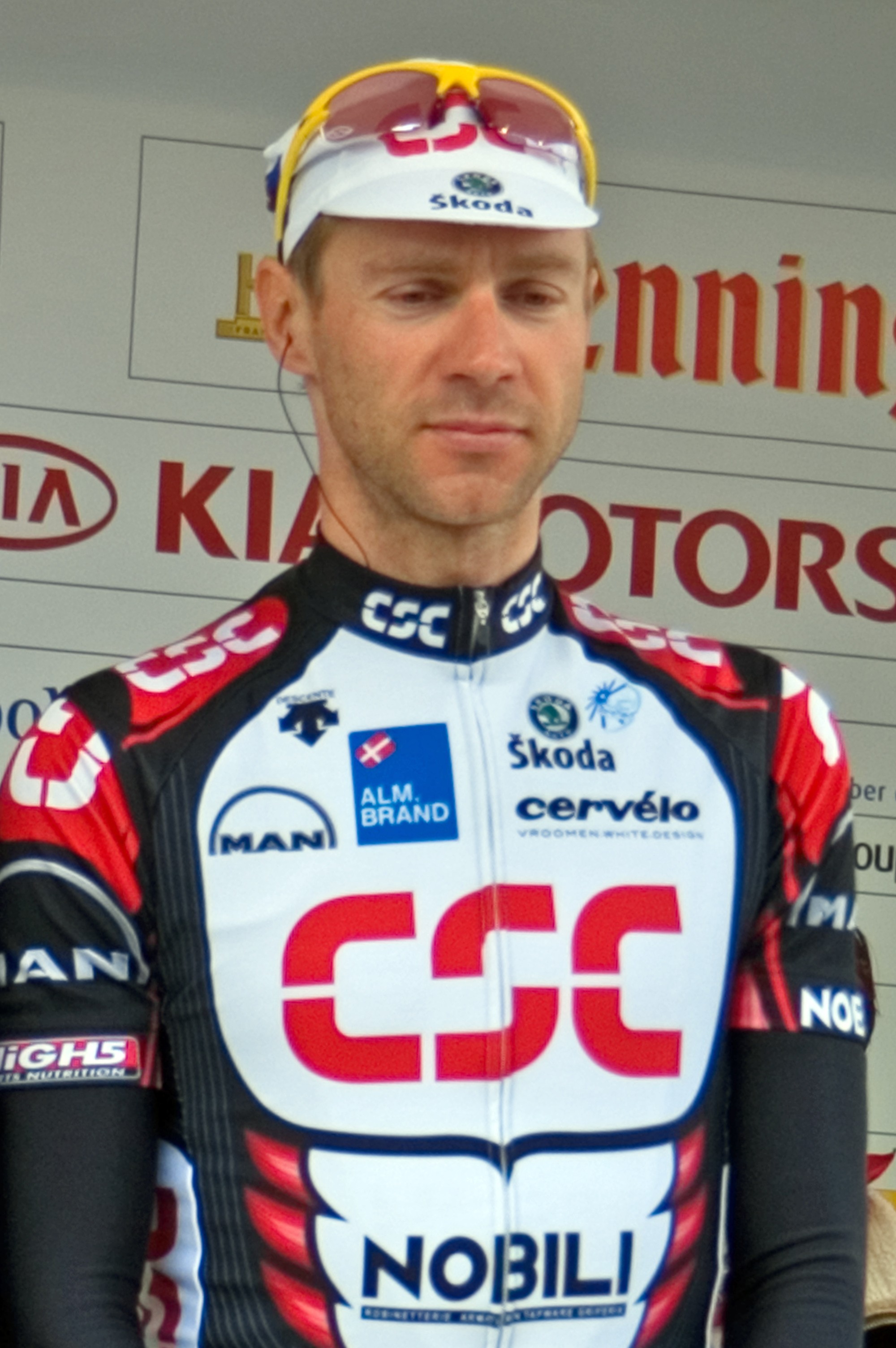
Jens Voigt in maglia CSC nel 2006

Nel 2002 fa sua una frazione al Critérium International e conclude al secondo posto il Giro di Baviera; conferma il successo parziale al Critérium International anche nel 2003 (con il secondo posto nella generale), aggiungendo al palmarès di quell'anno un secondo successo al Tour du Poitou-Charentes e la vittoria nella Parigi-Bourges. A fine stagione lascia la Crédit Agricole per vestire la maglia del Team CSC, sodalizio danese diretto da Bjarne Riis.

### 2004-2010: i successi con la CSC/Saxo Bank
La prima stagione di Voigt con i colori CSC si apre con numerosi successi e piazzamenti: tra febbraio e giugno il tedesco è, in sequenza, terzo al Giro del Mediterraneo, quarto alla Parigi-Nizza, vincitore di due tappe e della classifica finale del Critérium International, vincitore di una frazione e della classifica scalatori al Giro dei Paesi Baschi, terzo alla Klasika Primavera, secondo al Tour of Georgia, vincitore al Giro di Baviera, secondo al Giro di Germania e terzo al campionato nazionale a cronometro. In estate è in evidenza anche al Tour de France, vestendo la maglia gialla per un giorno, partecipando inoltre ai Giochi olimpici di Atene; nel finale di stagione fa sue una tappa al Giro di Danimarca e la cronometro a coppie LuK Challenge. Anche nella primavera del 2005 è pluri-vittorioso: si aggiudica una tappa all'Étoile de Bessèges, due tappe e la classifica finale del Giro del Mediterraneo, il prologo e la classifica a punti della Parigi-Nizza, una frazione al Giro dei Paesi Baschi e una al Giro di Baviera, oltre a piazzarsi secondo, battuto in volata ristretta da Aleksandr Vinokurov, nella "Decana" delle classiche, la Liegi-Bastogne-Liegi.

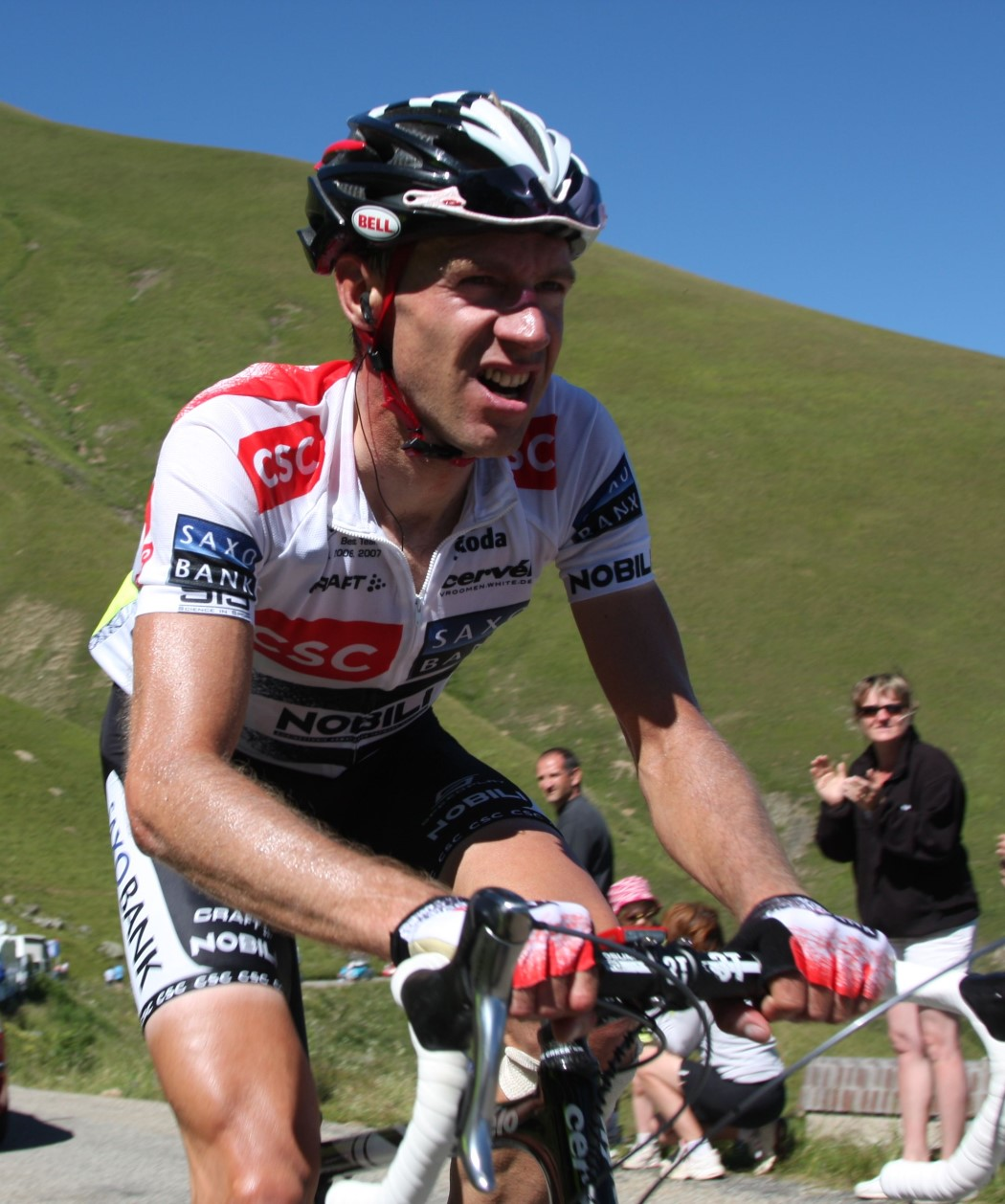
Jens Voigt in azione al Tour de France 2008

Nel 2006 corre per la prima volta il Giro d'Italia. In occasione della diciannovesima tappa della corsa, dopo una fuga di 200 km, si rende protagonista di un gesto di grande sportività. Arrivato al traguardo in cima al Passo San Pellegrino in compagnia di Juan Manuel Gárate, rinuncia alla volata poiché durante l'intera tappa era sempre stato a ruota in seguito a ordini di squadra (il suo compagno Ivan Basso era infatti in maglia rosa), venendo ringraziato sul traguardo da un esultante Gárate. In giugno vince una tappa allo Ster Elektrotoer, mentre in luglio al Tour de France conquista la frazione di Montélimar giungendo con quasi mezz'ora di vantaggio sul gruppo (nell'occasione batte in volata il compagno di fuga Óscar Pereiro, che poi, grazie al margine accumulato, vincerà la Grande Boucle); in agosto ottiene quindi ben sei vittorie: tre tappe e la classifica generale del Giro di Germania oltre alle due semiclassiche tedesche Rund um die Hainleite e Sparkassen Giro Bochum. A inizio 2007 ottiene altri successi: una tappa al Tour of California, una frazione e la classifica finale del Critérium International, e una tappa al Giro dei Paesi Baschi; torna poi al successo in agosto conquistando la cronometro e la graduatoria generale al Giro di Germania.
Nel 2008 vince la classifica finale del Critérium International (quarto successo per lui), la tappa di Varese al Giro d'Italia al termine di una fuga, e una tappa e la classifica finale del Giro di Polonia; in stagione è anche gregario di Carlos Sastre vincitore del Tour de France. Dopo questi risultati, apre il 2009 con alcuni piazzamenti e la quinta vittoria al Critérium International imponendosi anche in una tappa. Nel luglio seguente, durante la sedicesima tappa del Tour de France, è però coinvolto in una drammatica caduta scendendo a oltre 80 km/h dal Colle del Piccolo San Bernardo: nell'impatto batte la testa sull'asfalto, perde conoscenza e deve essere trasportato in ospedale in elicottero per il ricovero. Le conseguenze (frattura di un'orbita oculare) risultano comunque meno gravi del previsto, e non compromettono il prosieguo della sua carriera.
Nel 2010 trionfa nella quarta tappa del Giro di Catalogna, contribuendo inoltre alla vittoria del compagno di squadra Andy Schleck al Tour de France; a fine stagione lascia però dopo sette anni la CSC/Saxo Bank per passare alla nuova Leopard-Trek diretta da Kim Andersen.

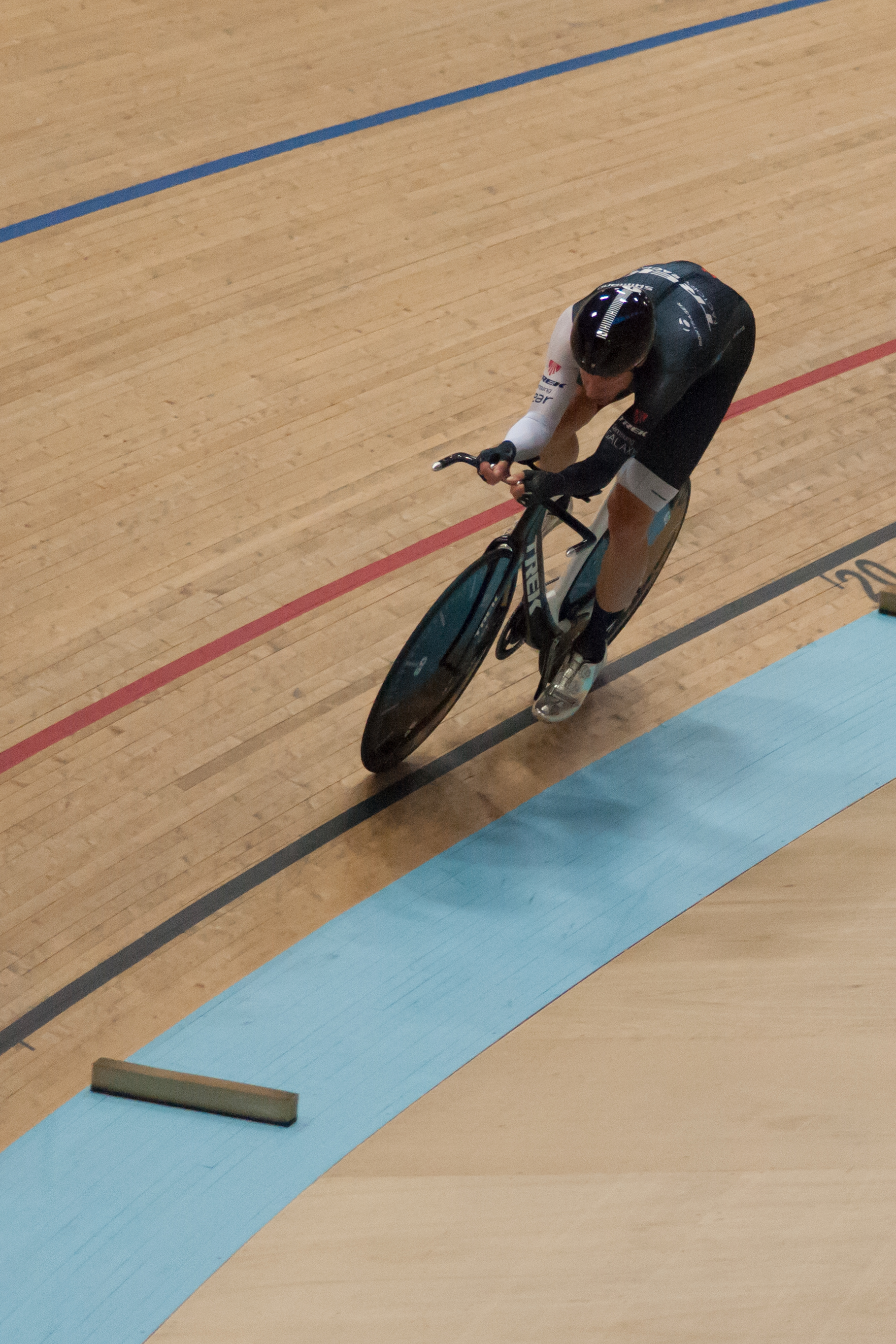
Jens Voigt in azione durante il vittorioso tentativo di record dell'ora (18 settembre 2014)

### 2011-2014: le stagioni con Leopard/RadioShack/Trek e il record dell'ora
Trasferitosi alla Leopard, nel 2011 non coglie successi, per la prima volta dal debutto da professionista; tra 2012 e prima metà del 2013, con la formazione rinominata in RadioShack, vince invece una frazione allo USA Pro Cycling Challenge 2012 in Colorado e al Tour of California nel maggio dell'anno seguente. Nel luglio 2013, alla sua sedicesima partecipazione al Tour de France, è il decano del plotone con i suoi 41 anni. Nonostante l'età, va diverse volte all'attacco: nella penultima tappa sulle Alpi rimane da solo al comando, venendo ripreso dagli uomini di classifica soltanto negli ultimi chilometri e vincendo il premio della combattività di giornata.
Confermato alla Trek Factory Racing (ex RadioShack) anche per il 2014, si ritira dalle corse su strada al termine dello USA Pro Cycling Challenge, il 24 agosto 2014. Ritorna quindi al ciclismo su pista, già praticato in gioventù, per tentare, sull'anello del Velodrome Suisse di Grenchen, l'assalto al record dell'ora. Dopo numerosi test e prove sui materiali, il 18 settembre 2014, completando la prova con 51,115 km, diventa il nuovo recordman dell'ora; nell'occasione batte dopo nove anni il precedente record stabilito dal ceco Ondřej Sosenka con 49,700 km. Un mese dopo, il 30 ottobre 2014, perderà il primato ad opera di Matthias Brändle, capace di coprire 51,852 km.
Nel 2015 collabora come consulente con la Trek Factory Racing, la sua ultima squadra.

## Palmarès
- 1994 (Dilettanti)

Prologo Österreich-Rundfahrt (Sankt Pölten)
- 1993 (Dilettanti)

Classifica generale Steiermark Rundfahrt
- 1994 (Dilettanti)

Classifica generale Corsa della Pace
Classifica generale Internationale Niedersachsen-Rundfahrt
Classifica generale Commonwealth Bank Classic
- 1995 (Dilettanti)

8ª tappa Tour de Normandie
- 1996 (Dilettanti)

2ª tappa Rapport Toer
2ª tappa Hessen-Rundfahrt
Prologo Rheinland-Pfalz-Rundfahrt
2ª tappa Sachsen-Tour International (Nossen > Meerane)
Classifica generale Sachsen-Tour International
- 1997 (ZVVZ-Giant, tre vittorie)

5ª tappa Internationale Niedersachsen-Rundfahrt (Wunstorf > Osterode am Harz)
Classifica generale Internationale Niedersachsen-Rundfahrt
Prologo Sachsen-Tour International (Oberwiesenthal, cronometro)
- 1998 (Gan, una vittoria)

5ª tappa Giro dei Paesi Baschi (Vitoria > Hernani)
- 1999 (Crédit Agricole, tre vittorie)

Classifica generale Critérium International
3ª tappa Route du Sud (Mazamet > Auzat)
Grand Prix Breitling (cronocoppie, con Chris Boardman)
Duo Normand (cronocoppie, con Chris Boardman)
- 2000 (Crédit Agricole, due vittorie)

Cholet-Pays de Loire
Classifica generale Giro di Baviera
- 2001 (Crédit Agricole, otto vittorie)

1ª tappa Giro di Baviera (Pfarrkirchen > Pfarrkirchen, cronometro)
Classifica generale Giro di Baviera
7ª tappa Giro del Delfinato (Vizille > Chambéry)
1ª tappa Route du Sud (Carcassonne > Carcassonne)
16ª tappa Tour de France (Castelsarrasin > Sarran)
Classifica generale Tour du Poitou-Charentes
6ª tappa Giro di Polonia (Piechowice > Karpacz)
Gran Premio delle Nazioni
Duo Normand (cronocoppie, con Jonathan Vaughters)
- 2002 (Crédit Agricole, una vittoria)

3ª tappa Critérium International (Charleville-Mézières > Charleville-Mézières, cronometro)
- 2003 (Crédit Agricole, quattro vittorie)

3ª tappa Critérium International (Charleville-Mézières > Charleville-Mézières, cronometro)
4ª tappa Tour du Poitou-Charentes (Monts-sur-Guesnes > Monts-sur-Guesnes, cronometro)
Classifica generale Tour du Poitou-Charentes
Parigi-Bourges
- 2004 (Team CSC, sette vittorie)

2ª tappa Critérium International (Lac des Vieilles Forges > Monthermé)
3ª tappa Critérium International (Charleville-Mézières > Charleville-Mézières)
Classifica generale Critérium International
5ª tappa, 1ª semitappa Giro dei Paesi Baschi (Lekunberri > Lazkao)
Classifica generale Giro di Baviera
4ª tappa Giro di Danimarca (Fredericia > Fredericia, cronometro)
LuK Challenge (cronocoppie, con Bobby Julich)
- 2005 (Team CSC, otto vittorie)

3ª tappa Étoile de Bessèges (Branoux-les-Taillades > La Grand-Combe)
1ª tappa Giro del Mediterraneo (Sanremo > Mentone)
3ª tappa Giro del Mediterraneo (La Garde > Tolone-Monte Faron)
Classifica generale Giro del Mediterraneo
Prologo Parigi-Nizza (Issy-les-Moulineaux > Issy-les-Moulineaux, cronometro)
5ª tappa, 1ª semitappa Giro dei Paesi Baschi (Alsasua > Oñati)
4ª tappa Giro di Baviera (Kulmbach > Kulmbach, cronometro)
LuK Challenge (cronocoppie, con Bobby Julich)
- 2006 (Team CSC, otto vittorie)

4ª tappa Ster Elektrotoer (Verviers > La Gileppe)
13ª tappa Tour de France (Béziers > Montélimar)
2ª tappa Giro di Germania (Minden > Goslar)
6ª tappa Giro di Germania (Seefeld > Sankt Anton am Arlberg)
7ª tappa Giro di Germania (Bad Säckingen > Bad Säckingen, cronometro)
Classifica generale Giro di Germania
Rund um die Hainleite
Sparkassen Giro Bochum
- 2007 (Team CSC, sei vittorie)

4ª tappa Tour of California (Stockton > San Jose)
2ª tappa Critérium International (Lac des Vieilles Forges > Monthermé)
Classifica generale Critérium International
4ª tappa Giro dei Paesi Baschi (Vitoria > Lekunberri)
8ª tappa Giro di Germania (Fürth > Fürth, cronometro)
Classifica generale Giro di Germania
- 2008 (Team CSC, quattro vittorie)

Classifica generale Critérium International
18ª tappa Giro d'Italia (Mendrisio > Varese)
6ª tappa Giro di Polonia (Krynica-Zdrój > Zakopane)
Classifica generale Giro di Polonia
- 2009 (Team Saxo Bank, due vittorie)

2ª tappa Critérium International (Lac des Vieilles Forges > Monthermé)
Classifica generale Critérium International
- 2010 (Team Saxo Bank, una vittoria)

4ª tappa Volta Ciclista a Catalunya (Oliana > Ascó)
- 2012 (RadioShack-Nissan, una vittoria)

4ª tappa USA Pro Cycling Challenge (Aspen > Beaver Creek)
- 2013 (RadioShack-Leopard, una vittoria)

5ª tappa Tour of California (Santa Barbara > Avila Beach)

### Altri successi
- 1997 (ZVVZ-Giant)

Osterweddingen (Criterium)
Novaky (Criterium)
Oslany (Criterium)
- 1998 (Gan)

Classifica a punti Giro di Turchia
Schwerin (Criterium)
- 1999 (Crédit Agricole)

EnBW Grand Prix (Criterium)
- 2001 (Crédit Agricole)

5ª tappa Tour de France (Verdun > Bar-le-Duc, cronosquadre)
Classifica a punti Giro di Polonia
- 2002 (Crédit Agricole)

Classifica a punti Critérium International
Grand Prix Stadt Dassow (Criterium)
- 2003 (Crédit Agricole)

Betzdorf (Criterium)
Grand Prix Stadt Dassow (Criterium)
- 2004 (Team CSC)

Classifica scalatori Giro dei Paesi Baschi
Neuss (Criterium)
Eurobike Altstadtkriterium Ravensburg (Criterium)
- 2005 (Team CSC)

Classifica a punti Étoile de Bessèges
4ª tappa Giro del Mediterraneo (Bouc-Bel-Air > Berre-l'Étang, cronosquadre)
Classifica a punti Giro del Mediterraneo
Classifica a punti Parigi-Nizza
Krefeld-Rund um die Sparkasse (Criterium)
- 2006 (Team CSC)

5ª tappa Giro d'Italia (Piacenza > Cremona, cronosquadre)
Eindhoven Team Time Trial (Cronosquadre)
Rund in Ratingen (Criterium)
Entega Grand Prix (Criterium)
Volksbank-Ebingen Giro (Criterium)
Gladbeck (Criterium)
Dessau (Criterium)
Kleve (Criterium)
Classifica finale Coppa di Germania
- 2007 (Team CSC)

2ª tappa Giro di Germania (Bretten, cronosquadre)
Sinzig  (Criterium)
Mönchengladbach (Criterium)
Sparkassen Cup-Schwenningen (Criterium)
Classifica finale Coppa di Germania
- 2008 (Team CSC)

1ª tappa Giro di Polonia (Varsavia, cronosquadre)
Classifica scalatori Giro di Polonia
- 2009 (Saxo Bank)

Classifica a punti Critérium International
Classifica scalatori Critérium International
Stuttgart-Hohenheim (Criterium)
- 2010 (Saxo Bank)

Hürth-Kendenich (Criterium)
Rund um Sebnitz (Criterium)
- 2011 (Team Leopard)

Rund um die Wittenberger Altstadt (Criterium)

## Piazzamenti

### Grandi Giri
- Giro d'Italia

2006: 37º
2008: 53º
2009: 48º
- Tour de France

1998: 83º
1999: 60º
2000: 60º
2001: 46º
2002: 110º
2003: ritirato (11ª tappa)
2004: 35º
2005: fuori tempo (11ª tappa)
2006: 53º
2007: 27º
2008: 37º
2009: ritirato (16ª tappa)
2010: 126º
2011: 67º
2012: 52º
2013: 67º
2014: 108º

### Competizioni mondiali
- Campionati del mondo

Palermo 1994 - In linea Dilettanti: 55º
Lugano 1996 - In linea Elite: ritirato
Valkenburg 1998 - In linea Elite: ritirato
Verona 1999 - Cronometro Elite: 9º
Verona 1999 - In linea Elite: ritirato
Plouay 2000 - Cronometro Elite: 7º
Plouay 2000 - In linea Elite: 92º
Lisbona 2001 - Cronometro Elite: 29º
Lisbona 2001 - In linea Elite: ritirato
Zolder 2002 - In linea Elite: ritirato
Madrid 2005 - In linea Elite: ritirato
Stoccarda 2007 - In linea Elite: ritirato
- Giochi olimpici

Sydney 2000 - In linea: 56º
Atene 2004 - In linea: 63º
Pechino 2008 - In linea: ritirato